# غيبيلينا
غيبيلينا (بالإيطالية: Gibellina)‏ هي بلدية في مقاطعة تراباني في صقلية الإيطالية. أصل اسمها عربي وهو جبل صغير.

## السكان
في سنة 1861 بلغ عدد السكان 5٬419 نسمة، وتطور العدد ليصل في سنة 2011 لـ 4٬264 نسمة.
يظهر هذا المخطط البياني تطور النمو السكاني لـ غيبيلينا

## توأمة
لغيبيلينا اتفاقيات توأمة مع كل من:
- كاسامارسيانو
- تشيتا دي كاستيلو
- باجة
- تستور